# Comuna Bistrița Bârgăului, Bistrița-Năsăud
Bistrița Bârgăului (în maghiară Borgóbeszterce) este o comună în județul Bistrița-Năsăud, Transilvania, România, formată din satele Bistrița Bârgăului (reședința) și Colibița.

## Demografie
Componența etnică a comunei Bistrița Bârgăului
     Români (92,7%)
     Alte etnii (0,12%)
     Necunoscută (7,18%)
Componența confesională a comunei Bistrița Bârgăului
     Ortodocși (90,03%)
     Martori ai lui Iehova (1,12%)
     Alte religii (1,45%)
     Necunoscută (7,39%)
Conform recensământului efectuat în 2021, populația comunei Bistrița Bârgăului se ridică la 4.193 de locuitori, în creștere față de recensământul anterior din 2011, când fuseseră înregistrați 3.815 locuitori. Majoritatea locuitorilor sunt români (92,7%), iar pentru 7,18% nu se cunoaște apartenența etnică. Din punct de vedere confesional, majoritatea locuitorilor sunt ortodocși (90,03%), cu o minoritate de martori ai lui Iehova (1,12%), iar pentru 7,39% nu se cunoaște apartenența confesională.

## Politică și administrație
Comuna Bistrița Bârgăului este administrată de un primar și un consiliu local compus din 13 consilieri. Primarul, Vasile Laba[*], de la Partidul Social Democrat, este în funcție din 2004. Începând cu alegerile locale din 2024, consiliul local are următoarea componență pe partide politice:
|  | Partid                                     | Consilieri | Componența Consiliului | Componența Consiliului | Componența Consiliului | Componența Consiliului | Componența Consiliului | Componența Consiliului | Componența Consiliului | Componența Consiliului |
|  | ------------------------------------------ | ---------- | ---------------------- | ---------------------- | ---------------------- | ---------------------- | ---------------------- | ---------------------- | ---------------------- | ---------------------- |
|  | Partidul Social Democrat                   | 8          |                        |                        |                        |                        |                        |                        |                        |                        |
|  | Partidul Național Liberal                  | 2          |                        |                        |                        |                        |                        |                        |                        |                        |
|  | Partidul Național Țărănesc Maniu-Mihalache | 1          |                        |                        |                        |                        |                        |                        |                        |                        |
|  | Alianța pentru Unirea Românilor            | 1          |                        |                        |                        |                        |                        |                        |                        |                        |
|  | Alianța Dreapta Unită                      | 1          |                        |                        |                        |                        |                        |                        |                        |                        |

## Atracții turistice
- Rezervația naturală "Valea Repedea" (222 ha)
- Rezervația naturală "Tăul Zânelor" (15 ha)
- Rezervația naturală "Cheile Bistriței Ardelene" (50 ha)
- Rezervația naturală "Stâncile Tătarului" (25 ha)
- Lacul de acumulare de  la barajul Colibița
- Cușma (sit de importanță comunitară inclus în rețeaua europeană Natura 2000 în România)

## Personalități născute aici
- Ioan Cott (1934 - 2005), grafician.